# Гудхарт, Гарри
Га́рри Че́стер Гу́дхарт (англ. Harry Chester Goodhart; 17 июля 1858 — 21 апреля 1895) — английский футболист, центральный нападающий. Выступал за футбольные клубы «Кембридж Юниверсити», «Олд Итонианс» и «Коринтиан», также за национальную сборную Англии. 

## Образование
Родился в Уимблдоне в семье учителя Чарльза Войда Гудхарта (1829—1914) и Эланор Гудхарт (в девичестве — Марри). Образование получил в Итонском колледже. В 1877 году выступал за футбольную команду Итона, также играл за крикетную команду колледжа.
Во время учёбы в Итоне Гудхарт дружил с Джеймсом Кеннетом Стивеном (1859—1892), который позднее стал известным поэтом. Гудхарт упоминается в стихотворении «Школьный список».
В 1877 Гудхарт поступил в Тринити-колледж (Кембридж). Играл за футбольную команду Кембриджского университета. В 1881 году стал бакалавром, а в 1884 году —  магистром искусств.

## Клубная карьера
Ещё будучи студентом Тринити-колледжа, Гудхарт начал выступать за футбольный клуб «Олд Итонианс». В сезоне 1878/79 помог команде выйти в финал Кубка Англии. В первом раунде турнира «Олд Итонианс» сенсационно обыграл пятикратного обладателя Кубка Англии, клуб «Уондерерс», со счётом 7:2 (Гудхарт забил один из голов). Затем «Олд Итонианс» обыграл «Рединг» и «Минерву». В четвёртом раунде команда встретилась с «Дарвеном», игра завершилась вничью со счётом 5:5, причём Гудхарт сделал в ней хет-трик. Переигровка также завершилась вничью (2:2), и только во второй переигровке «Олд Итонианс» смог одержать над «Дарвеном» победу (6:2). В полуфинале «Олд Итонианс» обыграл «Ноттингем Форест» (2:1) и вышел в финал, где встретился с клубом «Клэпем Роверс». «Олд Итонианс» одержал победу в финале со счётом 1:0 и впервые выиграл Кубок Англии.
В сезоне 1879/80 Гудхарт забил два гола в матче третьего раунда Кубка Англии против «Уондерерс», а затем сделал хет-трик в игре против «Уэст Энд». Однако в пятом раунде Кубка Англии «Клэпем Роверс» выбил «Олд Итонианс» из борьбы за трофей (поражение 0:1).
В сезоне 1880/81 Гудхарт отметился хет-триком в матче первого раунда Кубка Англии против «Брентвуда». «Олд Итонианс» в итоге дошёл до финала турнира, где проиграл клубу «Олд Картузианс» со счётом 0:3.
В сезоне 1881/82 Гудхарт отметился хет-триком в полуфинале Кубка Англии против «Марлоу», а «Олд Итонианс» вновь вышел в финал. 25 марта 1882 года «Олд Итонианс» обыграл «Блэкберн Роверс» со счётом 1:0 и вновь выиграл Кубок Англии.
В сезоне 1882/83 Гудхарт и «Олд Итонианс» в последний раз сыграли в финале Кубка Англии, где встретились с клубом «Блэкберн Олимпик». Счёт в матче открыл Гудхарт в первом тайме, однако во втором тайме Мэтьюз из «Олимпика» сравнял счёт. Вскоре после этого Артур Данн получил травму и вынужден был покинуть поле, из-за чего «Олд Итонианс» остался вдесятером. Основное время завершилось вничью, а в овертайме Джеймс Костли после передачи  Джека Йейтса забил гол за «Блэкберн Олимпик», который принёс этому клубу победу в Кубке Англии.
В сезоне 1883/84 «Олд Итонианс» выбыл из Кубка Англии после первого же раунда. В сезоне 1884/85 Гудхарт сделал хет-трик в матче четвёртого раунда Кубка Англии против «Мидлсбро», но уже в следующем раунде «Олд Итонианс» проиграл клубу «Ноттингем Форест».
Гудхарт также выступал за клуб «Коринтиан». Также играл в «представительских матчах» за сборную Лондона и в матчах «Юг против Севера».

## Карьера в сборной
3 февраля 1883 года Гудхарт дебютировал за национальную сборную Англии в матче против сборной Уэльса (победа со счётом 5:0). 24 февраля того же года сыграл в матче против сборной Ирландии (победа со счётмо 7:0), а 3 марта провёл свой третий и последний матч за сборную — против сборной Шотландии (поражение со счётом 2:3).

## Вне футбола
Работал лектором в Кембридже. В 1890 году перешёл на работу в Эдинбургский университет, став профессором по латыни, и работал там до самой своей смерти от пневмонии в возрасте 37 лет 1895 году.
После его смерти коллеги по Тринити-колледжу попросили разрешения установить мемориал в его честь, но получили отказ. Тем не менее, они самовольно сделали «довольно странный бюст» в память о нём. Мемориал до сих пор можно найти на площади Невилла в Тринити-колледже, Кембридж.
Сын Гарри Гудхарта, Гарри Стюарт Гудхарт-Ренделл, стал известным архитектором.

## Достижения
«Олд Итонианс»
- Обладатель Кубка Англии: 1879, 1882
- Финалист Кубка Англии: 1881, 1883